# Jari Ehrnrooth
Jari Ehrnrooth, né le 19 août 1959 à Ilomantsi, est un écrivain finlandais récipiendaire du prix Kalevi Jäntti.

## Biographie
Jari Ehrnrooth est né le 19 août 1959 à Ilomantsi.

## Œuvre
- Toivon tarkoitus. Helsinki: Kirjapaja, 2014.  (ISBN 978-952-288-080-2).
- Tietämättä uskon. Helsinki: Kirjapaja, 2012.  (ISBN 978-952-247-373-8).
- Juoksu. Helsinki: Lurra Editions, 2012.  (ISBN 978-952-5850-28-4).
- Mahdollisuuksien piiri. Helsinki: Lurra éditions, 2011.  (ISBN 978-952-5850-11-6).
- Lähemmäksi kuin lähelle. Kertomus toisesta ihmisestä. Helsinki: Kirjapaja, 2007.  (ISBN 978-951-607-546-7).
- Kaksi syntymää ja yksi kuolema. Helsinki: WSOY, 2002.  (ISBN 951-0-26845-3).
- Ehrnrooth, Jari & Kauppi, Niilo (ed.) : Europe in Flames. Helsinki: Helsinki University Press, 2001.  (ISBN 951-570-500-2).
- Alho, Olli & Ehrnrooth, Jari: 101 sikaria. Helsinki: WSOY, 2001.  (ISBN 951-0-25945-4).
- Intiaaninunta. Muunnelmia Danten kiertotiellä. Helsinki: WSOY, 2000.  (ISBN 951-0-25074-0).
- Ehrnrooth, Jari & Enckell, Johanna: Minua ette saa. Kantaesitys ja ensi-ilta 17.3.2000. Espoon Kaupunginteatteri.
- Deserton pyörre. Helsinki: Like, 2000.  (ISBN 951-578-713-0).
- Alho, Olli & Ehrnrooth, Jari: Sikari. Aamusta yöhön. Kuvat: Timo Viljakainen. Porvoo Helsinki Juva: WSOY, 1998.  (ISBN 951-0-22921-0).
- Apo, Satu & Ehrnrooth, Jari: Millaisia olemme? Puheenvuoroja suomalaisesta mentaliteetista. Helsinki: Kunnallisalan kehittämissäätiö, 1996.  (ISBN 952-9740-34-4).
- Vierashuone. Jäähyväiset psykoanalyysille. Porvoo, Helsinki, Juva: WSOY, 1996.  (ISBN 951-0-21003-X).
- Asentoja. Muistelmia nykyajasta. Porvoo, Helsinki, Juva: WSOY, 1995.  (ISBN 951-0-20127-8).
- Jeesuksen matka manalaan. Käsikirjoitus ja ohjaus. Ensiesitys 31.3.1994. Yeisradio TV 1.
- Sanan vallassa, vihan voimalla. Sosialistiset vallankumousopit ja niiden vaikutus Suomen työväenliikkeessä 1905–1914. Väitöskirja, Helsingin yliopisto. Historiallisia tutkimuksia 167. Helsinki: Suomen historiallinen seura, 1992.  (ISBN 951-8915-64-4).
- Ehrnrooth, Jari & Siurala, Lasse (ed.): Construction of Youth. Helsinki: VAPK-Publishing. Finnish Youth Research Society, 1991.  (ISBN 951-37-0321-5).
- Hevirock ja hevarit. Myytit, tyyli, alakulttuuri. Joensuu: Joensuun yliopisto, 1988.  (ISBN 951-696-737-X).

## Distinctions
- 1996, prix Kalevi Jäntti pour Asentoja (tunnustuspalkinto)[1]